# Hymeniacidon fernandezi
Hymeniacidon fernandezi är en svampdjursart som beskrevs av Thiele 1905. Hymeniacidon fernandezi ingår i släktet Hymeniacidon och familjen Halichondriidae. Inga underarter finns listade i Catalogue of Life.